# Тулубьева, Ирина Юрьевна
Ири́на Ю́рьевна Тулу́бьева (род. 16.05.1963) — российский юрист, специалист по авторскому праву и смежным правам в России.
Внучатая племянница  генерала И. Г. Эрдели.
Окончила юридический факультет МГУ им.Ломоносова.
Работала во Всесоюзном агентстве по авторским правам (ВААП), Российском авторском обществе (РАО), Российском союзе правообладателей (РСП), Всероссийской организации интеллектуальной собственности (ВОИС).
Управляющий партнер специализированной юридической компании «Тулубьева, Осипов и партнеры», руководитель правовой службы Общероссийской общественной организации «Общество по коллективному управлению смежными правами «Всероссийская Организация Интеллектуальной Собственности» (ВОИС).
В разное время Ирина Тулубьева успешно представляла интересы композиторов Давида Тухманова, Юрия Антонова, артистов Эдиты Пьехи, Вилли Токарева, Натальи Подольской, Валерии, автора-исполнителя Олега Митяева, художника-мультипликатора Н. Орловой, наследников писателей А. Н. Толстого, М.А. Булгакова, Венедикта Ерофеева, Георгия Владимова, В.М. Шукшина, артистов А. Н. Вертинского, Марка Бернеса, режиссёра Ролана Быкова, наследников автора и исполнителя Ю. Визбора, композитора Владимира Шаинского, писателя Михаила Задорнова, фоторепортёра Валерия Генде-Роте, защищала в суде фотографов Максима Полубояринова, Натальи Логиновой, других деятелей искусства.
Имя Ирины Тулубьевой неоднократно оказывалось в фокусе внимания прессы в связи с исками о нарушении авторских и смежных прав, о защите чести и достоинства. Она автор многих статей по проблемам авторского права и смежных прав.
Член кафедры ЮНЕСКО по авторскому праву и другим правам интеллектуальной собственности.
Живет в Москве, имеет сына.
Сайт www.tulubieva.ru

## Некоторые статьи Ирины Тулубьевой
- Тулубьева И. Винни-Пух и все-все-все // Интеллектуальная собственность: Авторское право и смежные права. — 2003. — № 10. — С. 58—64.
- Тулубьева И., Осипов В. Некоторые размышления о части четвертой Гражданского кодекса РФ // Интеллектуальная собственность: Авторское право и смежные права. — 2006. — № 12. — С. 4—15.
- Тулубьева И. Критерии оценки организаций по управлению смежными правами на коллективной основе // Интеллектуальная собственность: Авторское право и смежные права. — 2009. — № 6. — С. 19—31.